# Municipio de Emmet (Iowa)
El municipio de Emmet (en inglés: Emmet Township) es un municipio ubicado en el condado de Emmet en el estado estadounidense de Iowa. En el año 2010 tenía una población de 184 habitantes y una densidad poblacional de 2,49 personas por km².

## Geografía
El municipio de Emmet se encuentra ubicado en las coordenadas 43°27′56″N 94°51′21″O / 43.46556, -94.85583. Según la Oficina del Censo de los Estados Unidos, el municipio tiene una superficie total de 73.98 km², de la cual 73,16 km² corresponden a tierra firme y (1,11 %) 0,82 km² es agua.

## Demografía
Según el censo de 2010, había 184 personas residiendo en el municipio de Emmet. La densidad de población era de 2,49 hab./km². De los 184 habitantes, el municipio de Emmet estaba compuesto por el 95,11 % blancos, el 2,72 % eran de otras razas y el 2,17 % eran de una mezcla de razas. Del total de la población el 3,26 % eran hispanos o latinos de cualquier raza.